# Denardo Coleman
Denardo Ornette Coleman (Los Angeles, 19 april 1956) is een Amerikaanse jazzdrummer.

## Biografie
De zoon van muzikant Ornette Coleman en dichteres Jayne Cortez begon op 6-jarige leeftijd met drummen. Van kinds af aan speelde hij regelmatig met zijn vader, die hem al als een volwaardige drummer accepteerde op zijn album The Empty Foxhole (met Charlie Haden) in 1966. Hij werd ook gebruikt als drummer voor de albums Ornette at 12 (1968) en Crisis (1969). Nadien concentreerde hij zich op zijn schoolopleiding, ook al toerde hij af en toe met de band van zijn vader.
Sinds 1980 leidt hij de band The Firespitters (die zijn moeder ondersteunde in haar poëzielezingen) en waarmee hij vijf albums opnam. Sinds 1984 speelde hij regelmatig in de Prime Time-band van zijn vader, later ook in zijn pianokwartet met Geri Allen. Sindsdien trad hij op als manager en producent van de bedrijven die hij oprichtte, waaronder een opnamestudio in Harlem. Met zijn band Vibe (waaronder Al MacDowell, Tony Falanga, Charles Ellerbe en Antoine Roney) en gasten als Patti Smith, presenteert hij momenteel de muziek van zijn vader.

## Discografie
- 1979: O. Coleman: Of Human Feelings (Antilles Records)
- 1985: Pat Metheny & O. Coleman: Song X (Geffen Records)
- 1987: O. Coleman: In All Languages (Caravan of Dreams)
- 1996: J. Cortez & the Firespitters: Taking the Blues Back Home (Virgin Records)
- 2003: J. Cortez & the Firespitters: Borders of Disorderly Time met Bobby Bradford, Frank Lowe, Al MacDowell, James Blood Ulmer, Charnett Moffett, Bern Nix (Bola Press)
- 2006: O. Coleman: Sound Grammar (Sound Grammar)
- 2010: Charnett Moffett Treasure (King Japan)

- Bibliothèque nationale de France: cb13976624p (data)
- Gemeinsame Normdatei: 134349199
- International Standard Name Identifier: 0000 0000 6155 8359
- Library of Congress Control Number: no91010527
- MusicBrainz: 307d526e-0ca8-4a97-b946-c892dee9b2ea
- SNAC: w67h1s2z
- Système universitaire de documentation: 152084932
- Virtual International Authority File: 19864917
- WorldCat: E39PBJgH76vFrfbpQ3gyQtfjG3